# Missis Jo und ihre fröhliche Familie
Missis Jo und ihre fröhliche Familie (jap. 若草物語 ナンとジョー先生 Wakakusa Monogatari: Nan to Jō-sensei, wörtlich: Die Geschichte von jungem Gras: Nan und Fräulein Jo) ist eine Anime-Fernsehserie, die auf dem Roman Little Men der US-amerikanischen Schriftstellerin Louisa May Alcott basiert. Sie wurde 1993 als Teil der Serienreihe World Masterpiece Theater erstausgestrahlt und ist eine Fortsetzung zu Eine fröhliche Familie.
Die Geschichte spielt im 19. Jahrhundert an einer Internatsschule, die von Jo March aus Eine fröhliche Familie geleitet wird.

## Handlung
Jo March ist erwachsen geworden und leitet mit ihrem Mann eine Internatsschule, die sie in dem Haus einrichtet, welches ihre verstorbene Tante ihr hinterlassen hat. Ihren Mann Friedrich Bhaer hat sie in New York kennengelernt. Mit ihm hat sie zwei Söhne, Teddy und Rob. Das Ehepaar versucht, die Kinder auf ihre Art möglichst gut zu erziehen.
Obwohl das Internat eine Jungenschule ist, werden dort auch zwei Mädchen unterrichtet: Daisy, die Tochter von Jos Schwester Meg, und die lebhafte Nan, die 1882 in das Internat in Plumfield gekommen ist. Jo nimmt die beiden Straßenkinder Nat und Dan in die Schule auf.

## Entstehung und Veröffentlichungen
Die vierzig Episoden der Serie entstanden im Animationsstudio Nippon Animation, das auch die Produktion aller vorherigen World-Masterpiece-Theater-Serien wie etwa Heidi und Eine fröhliche Familie übernommen hatte. Als Regisseur fungierte Kōzō Kuzuha. Den Roman arbeitete Michiru Shimada zum Drehbuch für die Serie um. Dabei veränderte er die Handlung. Während die Buchvorlage mit der Ankunft Nats beginnt, taucht dieselbe Figur im Anime erst mitten in der Handlung auf. Nan dagegen, mit der die Handlung im Anime beginnt, kommt im Buch erst später vor. Shimada lässt die Geschichte aus der Perspektive der erwachsenen Nan erzählen, die sich in Rückblenden an ihre Kindheit am Internat erinnert.
Fuji Television strahlte Missis Jo und ihre fröhliche Familie vom 17. Januar bis zum 19. Dezember 1993 erstmals im japanischen Fernsehen aus. Der Anime kam in Japan auf VHS und 2002 auf zehn DVDs heraus.
Die Serie erschien auch in spanischer, italienischer und deutscher Synchronisation. Die deutsche Erstausstrahlung fand 1996 im Kinderprogramm Vampy auf RTL 2 statt. Später war Missis Jo und ihre fröhliche Familie auf Tele 5 (allerdings nur 14 Episoden) und ORF 1 (in Confetti Tivi) zu sehen.

## Episodenübersicht
| Folge | Titel                            | Japanische Erstausstrahlung | Deutsche Erstausstrahlung |
| ----- | -------------------------------- | --------------------------- | ------------------------- |
| 1     | Die Neue                         | 17. Januar 1993             | 28. Juni 1996             |
| 2     | Eine lehrreiche Strafe           | 24. Januar 1993             | 1. Juli 1996              |
| 3     | Der Himbeer-Wettbewerb           | 31. Januar 1993             | 2. Juli 1996              |
| 4     | Die Dose der bösen Gedanken      | 7. Februar 1993             | 3. Juli 1996              |
| 5     | Der kleine Straßenmusikant       | 14. Februar 1993            | 4. Juli 1996              |
| 6     | Wer will, kann alles             | 21. Februar 1993            | 5. Juli 1996              |
| 7     | Lernen mit Robinson Crusoe       | 28. Februar 1993            | 8. Juli 1996              |
| 8     | Der erste Kürbiskuchen           | 7. März 1993                | 9. Juli 1996              |
| 9     | Die Schatztruhe                  | 14. März 1993               | 10. Juli 1996             |
| 10    | Kissenschlacht und Geisterstunde | 21. März 1993               | 11. Juli 1996             |
| 11    | Ein rüpelhafter Freund           | 18. April 1993              | 12. Juli 1996             |
| 12    | Ernste Worte                     | 25. April 1993              | 15. Juli 1996             |
| 13    | Die Schlägerei                   | 2. Mai 1993                 | 16. Juli 1996             |
| 14    | Der Drachen                      | 9. Mai 1993                 | 17. Juli 1996             |
| 15    | Der falsche Stier                | 23. Mai 1993                | 18. Juli 1996             |
| 16    | Eine wilde Party                 | 30. Mai 1993                | 19. Juli 1996             |
| 17    | Ein hartes Urteil                | 6. Juni 1993                | 22. Juli 1996             |
| 18    | Hilfe, Mutter kommt!             | 13. Juni 1993               | 23. Juli 1996             |
| 19    | Heute ist Damenwahl              | 20. Juni 1993               | 24. Juli 1996             |
| 20    | Ein ungewöhnlicher Berufswunsch  | 27. Juni 1993               | 25. Juli 1996             |
| 21    | Schläge für den Lehrer           | 11. Juli 1993               | 26. Juli 1996             |
| 22    | Der Brief                        | 1. August 1993              | 29. Juli 1996             |
| 23    | Der kleine Heimkehrer            | 8. August 1993              | 30. Juli 1996             |
| 24    | Die Entschuldigung               | 15. August 1993             | 31. Juli 1996             |
| 25    | Wir gründen ein Museum!          | 22. August 1993             | 1. August 1996            |
| 26    | Wer ist der Dieb?                | 29. August 1993             | 2. August 1996            |
| 27    | Ein schlimmer Verdacht           | 5. September 1993           | 5. August 1996            |
| 28    | Der wahre Schuldige              | 12. September 1993          | 6. August 1996            |
| 29    | Immer diese Männer!              | 19. September 1993          | 7. August 1996            |
| 30    | Der ängstliche Bräutigam         | 26. September 1993          | 8. August 1996            |
| 31    | Verzeihen fällt schwer           | 17. Oktober 1993            | 9. August 1996            |
| 32    | Wunderdoktor Miri-Muri           | 24. Oktober 1993            | 12. August 1996           |
| 33    | Ein ernstes Versprechen          | 31. Oktober 1993            | 13. August 1996           |
| 34    | Abschiedsmelodie                 | 7. November 1993            | 14. August 1996           |
| 35    | Ein folgenreicher Schneesturm    | 14. November 1993           | 15. August 1996           |
| 36    | Charly, das Wildpferd            | 21. November 1993           | 16. August 1996           |
| 37    | Wenn Kinder groß werden...       | 28. November 1993           | 19. August 1996           |
| 38    | Schwere Entscheidungen           | 5. Dezember 1993            | 20. August 1996           |
| 39    | Ein Rad bringt Rat               | 12. Dezember 1993           | 21. August 1996           |
| 40    | Auf Wiedersehen, Plumfield!      | 19. Dezember 1993           | 22. August 1996           |

## Synchronisation
| Rolle                      | Japanischer Sprecher (Seiyū) | Deutscher Sprecher |
| -------------------------- | ---------------------------- | ------------------ |
| Missis Jo                  | Eiko Yamada                  | Heidi Weigelt      |
| Ned Barker                 | Rikako Aikawa                |                    |
| Professor Bhaer            | Yôsuke Akimoto               | Detlef Gieß        |
| Daisy Brooke               | Kae Araki                    | Anja Stadlober     |
| Rob Bhaer                  | Yuriko Fuchizaki             |                    |
| Mary-Anne                  | Kayoko Fujii                 | Peggy Sander       |
| Asia                       | Yasuko Hatori                | Karin Reif         |
| Meg Brooke                 | Keiko Han                    |                    |
| Professor Paige            | Takkou Ishimori              | Wolfgang Ostberg   |
| Dan Keen                   | Nobutoshi Kanna              | Gunnar Helm        |
| Jack Ford                  | Tsutomu Kashiwakura          | Marius Clarén      |
| John Brooke                | Toshihiko Kojima             | Rainer Doering     |
| Nancy Harding              | Hazuru Matsukura             | Manja Doering      |
| Teddy Bhaer                | Kyôko Minami                 | Ghadah Al-Akel     |
| Franz                      | Toshiyuki Morikawa           | Alexander Doering  |
| Mrs. March                 | Taeko Nakanishi              | Astrid Bless       |
| Silas                      | Ryûji Saikachi               | Werner Senftleben  |
| Professor Farth            | Masaharu Satô                | Rainer Büttner     |
| Stuffy                     | Chie Satou                   | Fabian Schwab      |
| Tommy Bangs                | Minami Takayama              | Robert Stadlober   |
| Theodore „Laurie“ Laurence | Nobuo Tobita                 | Frank Schröder     |
| Demi Brooke                | Kyôko Yamada                 |                    |
| Emile                      | Hiro Yuuki                   | Michael Bauer      |
| Nathaniel „Nat“ Black      | Mariko Ikegami               | Konrad Bösherz     |

## DVD-Veröffentlichung
KSM Anime veröffentlichte die Serie aufgeteilt in zwei Boxen und somit auf acht DVDs am 19. Oktober 2015 und am 7. Dezember 2015, enthalten ist die deutsche Tonspur. Als „Extras“ listet der Publisher Trailer und Bildergalerien.
Die Blu Ray erschien am 16. Mai 2024.